# Камінной Микола Іванович
Камінной Микола Іванович (28 грудня 1924, с. Новоустинівка Кіровоградської області) — український графік.

## Біографія
В 1951—1957 учився в XXI у В. Мироненка, Г. Бондаренка та І. Дайца. 3 1963 викладає в Харківському художньо-промисловому інституті.

## Творчість
Працює в галузі станкової, книжкової та промислової графіки, рекламного плаката, переважно в техніці гравюри на лінолеумі та акварелі.
Праці:
- ілюстрації до книжки М. Заїки «Про мою любов» (Х., 1959);
- станкова графіка:
  - «Червона кавалерія»,
  - «Йшов загін по берегу…»,
- «Побачення» (у співавторстві з В. Гольбою, всі — 1967),
- «Комсомольці 20-х років» (у співавтор. з В. Гольбою, 1968),
- «Эй, дубинушка, ухнем» (1970),
- «Каховка, Каховка»,
- «І до нас прийшла на фронт весна» (обидва — 1971).

Автор численних рекламних плакатів, проспектів, товарних знаків.